# Ricarda Cybo-Malaspina
Ricarda Cybo-Malaspina, em italiano:  Ricciarda Cybo-Malaspina (Génova 20 de março de 1622 – Novellara, março de 1683) era uma nobre italiana, filha de Carlos I Cybo-Malaspina, Duque de Massa e Carrara.
Pertencia à família Cybo-Malaspina.

## Biografia
Era filha de Carlos I Cybo-Malaspina, Príncipe de Massa e Marquês de Carrara, e da princesa consorte, Brígida Spinola (filha de Giannettino Spinola, Patrício de Génova, Marquês de Calice e Senhor de Castellaro).
Os seus pais tiveram 14 filhos, sendo Ricarda a décima segunda criança nascida. De seus irmãos destacam-se:
- Alberico II, que sucedeu ao pai como Príncipe (mais tarde Duque) Soberano de Massa e Carrara;
- Maria, que casou com Galleotto IV Pico, príncipe-herdeiro de Mirandola e Concordia (deste casamento descendem os duques soberanos de Mirandola (extintos em 1708)[2];
- Alderano, Cardeal;
- Lourenço (Lorenzo), Bispo de Jesi;
- Eduardo (Odoardo), Patriarca Latino de Constantinopla[3], Cardeal de Selêucia.

Ricarda, também chamada Ricarda Cybo Gonzaga, não deve ser confundida nem com sua trisavó, Ricarda Malaspina, nem com sua neta, Ricarda Gonzaga ou Ricarda Gonzaga Cybo.

## Casamento e Descendência
Em 1648 casa com Afonso II Gonzaga (1616-1678), Conde Soberano de Novellara, do ramo dos Gonzaga-Novellara. Deste casamento nascem quatro filhos:
- Camilo (Camillo) (1649-1727), patrício veneto, que sucede ao pai como 8º conde;
- Carlos (Carlo), patrício veneto, morreu na infância;
- Catarina (Caterina) (1653-1723), patrícia veneta, que casou com Carlos Giustiniani, Príncipe de Bassano;
- Carlos (Carlo) (...-1657), patrício veneto, morreu na infância.

Ricarda, vem a falecer em Novellara, em Março de 1683, tendo sobrevivido cinco anos ao marido.